# Giovanni Francesco Savaro
Giovanni Francesco Savaro (Pizzo, 1610 – Mileto, 1682) è stato uno scrittore e oratore italiano.

## Biografia
Arcidiacono della Curia di Mileto, scrittore, oratore, poeta, accademico degli Umoristi e docente di retorica alla università di Bologna. Trasferitosi a Mantova ricevette onori e protezione da parte dell'Imperatrice Eleonora. A causa del suo temperamento impulsivo ed irriverente, fu incarcerato nel castello di Pizzo per ordine del vescovo di Mileto in seguito fu trasferito in un carcere di Roma. Liberato, dopo un periodo passato a Roma,  si trasferì a Bologna dove insegnò all'università e divenne amico e collega del celebre scienziato Marcello Malpighi. Dopo Bologna ritornò a Mantova divenendo cappellano dei Gonzaga. Continuò a viaggiare molto per tutta l'Italia ricevuto benevolmente presso le varie corti dell'epoca fino a che ormai avanti negli anni ritornò a Mileto in Calabria dove venne pugnalato, in una notte del 1682.

## Opere (selezione)
- La nobiltà del Pizzo, Satira, 1640
- Sisara, oratorio sacro rappresentato a Bologna, 1667
- Il Zelante difeso, oratorio sacro rappresentato a Mantova, 1672